# Římskokatolická farnost Štáblovice
Římskokatolická farnost Štáblovice je územní společenství římských katolíků s farním kostelem svatého Vavřince ve Štáblovicích.

## Kostely a kaple na území farnosti
- Kostel svatého Vavřince ve Štáblovicích
- Kaple Nejsvětější Trojice v Lipině
- Kaple svatého Floriána v Mikolajicích
- Kaple svatého Antonína v Uhlířově
- Kaple svatého Vendelína ve Vendelíně